# Килдеркин
Килдеркин (англ. kilderkin) — старинная английская мера измерения жидкости, а также небольшой бочонок вместимостью 81,83 литра.
1 килдеркин = 1/2 барреля = 1/3 хогсхеда = 2 феркина
В разные века объём жидкости измеряемой в килдеркинах изменялся. Так:
- В 1454 году: 1 килдеркин = 16 эльевым галлонам эля = 73,94 литрам, а также 1 килдеркин = 18 эльевым галлонам пива = 83,18 литрам.
- В 1688 году: 1 килдеркин = 17 эльевым галлонам = 78,56 литрам.
- В 1803 году: 1 килдеркин = 18 эльевым галлонам = 83,18 литрам.
- С 1824 года: 1 килдеркин = 18 английским галлонам = 81,83 литрам.